# پنتا-اوشن
پنتا-اوشن (انگلیسی: Penta-Ocean) شرکت ساخت‌وساز ژاپنی است، که در سال ۱۸۹۶ تأسیس شد.